# Баловнёвский сельсовет
Баловнёвский сельсовет — сельское поселение в Данковском районе Липецкой области Российской Федерации.
Административный центр — село Баловнёво.

## История
Статус и границы сельского поселения установлены Законом Липецкой области от 23 сентября 2004 года № 126-ОЗ «Об установлении границ муниципальных образований Липецкой области»
18 августа 2011 года законом Липецкой области № 536-ОЗ в состав сельсовета включены населённые пункты упразднённых Телепневского и Хрущевского сельсоветов.

## Население
| 2010  | 2012  | 2013  | 2014  | 2015  | 2016  | 2017  |
| ----- | ----- | ----- | ----- | ----- | ----- | ----- |
| 881   | ↗1558 | ↘1526 | ↘1478 | ↘1440 | ↘1423 | ↗1437 |
| 2018  | 2021  |       |       |       |       |       |
| ↗1474 | ↗1647 |       |       |       |       |       |

## Состав сельского поселения
| №  | Населённый пункт     | Тип населённого пункта       | Население |
| -- | -------------------- | ---------------------------- | --------- |
| 1  | Алексеевские Выселки | деревня                      | 3         |
| 2  | Баловнево            | село, административный центр | ↗637      |
| 3  | Барановка            | деревня                      | ↘43       |
| 4  | Брусы                | деревня                      | 1         |
| 5  | Зашево               | деревня                      | ↘69       |
| 6  | Зверево              | село                         | ↘80       |
| 7  | Знаменская           | деревня                      | 18        |
| 8  | Ларионовка           | деревня                      | 21        |
| 9  | Плехотино            | деревня                      | 0         |
| 10 | Реневка              | деревня                      | 88        |
| 11 | Секирино             | деревня                      | 43        |
| 12 | Спешнево-Подлесное   | село                         | ↘14       |
| 13 | Телепнево            | село                         | ↘200      |
| 14 | Хрущёво-Подлесное    | село                         | ↘414      |